# Медаль «Ветеран служби»
Медаль «Ветеран служби» — типова відомча заохочувальна відзнака для нагородження військовослужбовців, осіб рядового і начальницького складу, передбачена діючим з 2012 року Положенням про відомчі заохочувальні відзнаки.
Умовою для нагородження медаллю «Ветеран служби» є наявність вислуги не менше ніж 25 календарних років (у календарному обчисленні).
| МЕДАЛЬ                                                                                       | ПЛАНКА | ОРГАН, ЩО ЗАСНУВАВ                                                 | ДАТА ЗАСНУВАННЯ |
| Медаль «Ветеран служби» (Державна пенітенціарна служба України)                              |        | Державна пенітенціарна служба України                              | 11 березня 2013 |
| Медаль «Ветеран служби» (Державна прикордонна служба України)                                |        | Державна прикордонна служба України                                | 16 квітня 2013  |
| Медаль «Ветеран служби» (Державна служба спеціального зв'язку та захисту інформації України) |        | Державна служба спеціального зв'язку та захисту інформації України | 28 січня 2013   |
| Медаль «Ветеран служби» (Державна служба України з надзвичайних ситуацій)                    |        | Державна служба України з надзвичайних ситуацій                    | 17 січня 2014   |
| Медаль «Ветеран служби» (Державна спеціальна служба транспорту)                              |        | Державна спеціальна служба транспорту                              | 15 січня 2013   |
| Медаль «Ветеран служби» (Міністерство внутрішніх справ України)                              |        | Міністерство внутрішніх справ України                              | 18 січня 2013   |
| Медаль «Ветеран служби» (Міністерство оборони України)                                       |        | Міністерство оборони України                                       | 11 березня 2013 |
|                                                                                              |        | Національна гвардія України                                        | 11 серпня 2014  |
| Медаль «Ветеран служби» (Податкова міліція)                                                  |        | Податкова міліція                                                  | 16 липня 2013   |
| Медаль «Ветеран служби» (Служба безпеки України)                                             |        | Служба безпеки України                                             | 25 січня 2013   |
| Медаль «Ветеран служби» (Служба зовнішньої розвідки України)                                 |        | Служба зовнішньої розвідки України                                 | 5 лютого 2013   |
| Медаль «Ветеран служби» (Управління державної охорони України)                               |        | Управління державної охорони України                               | 1 лютого 2013   |